# Georges Posener
Georges Posener (Paris, 12 de setembro de 1906 – Massy, 15 de maio de 1988) foi um egiptólogo francês.

## Biografia
Os pais de Posener eram judeus lituanos que imigraram do Império Russo para a França um ano antes de ele nascer. Estudou na Universidade de Paris (Sorbonne), onde se formou em história e geografia, e depois egiptologia na École pratique des hautes études, onde seus professores acadêmicos incluíam Alexandre Moret, Raymond Weill e Gustave Lefebvre. Posener escreveu sua tese de diploma em 1933 sobre O Primeiro Domínio Persa no Egito.
De 1931 a 1935 foi bolsista e até 1939 comissário do Institut français d'archéologie orientale no Cairo. Como tenente da reserva, ele foi convocado no início da Segunda Guerra Mundial em 1939, foi feito prisioneiro em 1940, mas conseguiu escapar. Em 1940-1942 e 1944-1945 recebeu uma bolsa de pesquisa do Centre national de la recherche scientifique (CNRS). Durante a ocupação alemã, ele passou à clandestinidade e participou da libertação de Paris em agosto de 1944.
Após a aposentadoria de Raymond Weill, Posener tornou-se Diretor de Estudos de História e Arqueologia Egípcia em 1946 na seção histórico-filológica (IV) da École pratique des hautes études. Em 1952/53 foi professor visitante na Brown University em Providence (Rhode Island). Além de sua cadeira na EPHE, Posener foi nomeado professor de Filologia e Arqueologia Egípcia no Collège de France em 1961. Ele ocupou os dois cargos de professor até 1978. Ele estava preocupado principalmente com a literatura e os papiros do Egito Antigo.
Em 1962, foi eleito membro correspondente da Academia de Ciências de Göttingen. Em 1969, Posener tornou-se membro da Académie des Inscriptions et Belles-Lettres, em 1975 membro correspondente da Academia Bávara de Ciências e Humanidades e em 1986 da Academia Britânica.

## Publicações
- La première domination perse en Égypte. Recueil d'inscriptions hiéroglyphiques, Le Caire, 1936;
- Princes et pays d'Asie et de Nubie. Textes hiératiques sur des figurines d'envoûtement du Moyen Empire, Bruxelles, 1940;
- Littérature et politique dans l'Égypte de la XIIe dynastie, Paris, 1956;
- Le Conte de Néferkaré et du général Siséné, Revue d'égyptologie 11, 1957;
- "Dictionnaire de la civilisation égyptienne", Fernand Hazan, Paris, 1959;
- De la divinité du pharaon, Paris, 1960;
- com Michel Malinine e Jean Vercoutter, Catalogue des stèles du Sérapéum de Memphis, vol. I, Paris, 1968;
- L'Enseignement loyaliste. Sagesse égyptienne du Moyen Empire, Genève, 1976;
- Catalogue des ostraca hiératiques littéraires de Deir el Médineh, vol. I - III, Le Caire, 1934 (réimpr. 1980).